# Pelonas
Pelonas, es un cortometraje de ficción español de 2003, que retrata la represiones sufridas por las mujeres en la guerra civil española y la posguerra. Dirigido por Laly Zambrano y Ramón de Fontecha, con guion de Mamen Briz y protagonizado por la actriz María Galiana.

## Argumento
Elena, una chica de 19 años, va a la peluquería con la intención de raparse el pelo para dar un giro a su vida. Allí conoce a Lola, una mujer rapada en el franquismo por unos falangistas, en 1939, por ser hija de un "rojo", cuyo pasado está marcado por la dureza de la posguerra, cuando tener el pelo rapado significaba algo muy diferente.

## Reparto
- María Galiana como Lola
- Victoria Cirujano como Lola joven
- Arantzazu Alonso como Elena
- Raúl Teba como Luis
- Saida Santana como Virginia
- Luis García como el falangista mayor
- Xavi Montesinos como el falangista joven
- Giovanni Brosso como falangista
- Fuencisla Martín como la hermana de Lola joven

## Historia
El guion de Pelonas, escrito por Briz, fue ganador del I Concurso Nacional de Proyectos de Cortometrajes con Temática de Mujer, convocado por la Concejalía de la mujer de Albacete.
Como fuente documental del proyecto, se entrevistaron a mujeres que fueron rapadas como una exhibición pública de las víctimas, generalmente esposas o hijas de "rojos". El propósito de la historia era recuperar la historia de las mujeres rapadas por su ideología durante la Guerra Civil y la posguerra, poniendo en contacto a dos generaciones de mujeres, representadas por una mujer a la que afeitaron la cabeza en contra de su voluntad, y por una joven que escoge libremente raparse el pelo.
El cortometraje, se rodó en verano de 2003, en el barrio de Vallecas de Madrid, producido por Fontecha y con fotografía de Javier Dura. Tiene una duración de 13 minutos. Recibió financiación del Instituto de la Cinematografía y de las Artes Audiovisuales.

## Exhibición
A finales de 2023, fue seleccionado para mostrarse en la 48º edición del Festival de Valladolid.
En 2004, fue exhibido en la V Semana del Cortometraje Español realizada en Salamanca,en la 12º edición de la Mostra Internacional de Dones de Barcelona, en la Semana del Cortometraje de la Comunidad de Madrid, el 2º ciclo de Cine de Mujeres "Entre nosotras",y en la sección Cortos en Femenino de la 7ª Muestra Internacional de Cine realizado por Mujeres.
Un año más tarde, también formó parte de la programación de la Filmoteca Española del mes de mayo de 2005, proyectada en el Cine Doré de Madrid. También, fue parte de la programación de la vigesimoctava edición de la Semana Internacional de Cine de Autor, celebrada en Lugo en 2006.